# رودریگو دانتاس
رودریگو دانتاس (به پرتغالی: Rodrigo Corrêa Dantas) هافبک اهل برزیل است که در شهر ریودو ژانیرو و در تاریخ ۲۰ اکتبر ۱۹۸۹ به دنیا آمده‌است.
رودریگو دانتاس در تیم‌های فوتبال Botafogo سابقهٔ حضور دارد.